# ORP Krakowiak (L115)
ORP Krakowiak (L115), nguyên được đặt lườn như là chiếc HMS Silverton, là một tàu khu trục hộ tống lớp Hunt Kiểu II do Hải quân Hoàng gia chế tạo nhưng được chuyển giao cho Hải quân Ba Lan. Nó được hạ thủy năm 1940 và đưa ra phục vụ năm 1941 và đã hoạt động cho đến khi Chiến tranh Thế giới thứ hai kết thúc. Nó được hoàn trả cho Anh Quốc, lấy lại tên ban đầu HMS Silverton (F 55) và hoạt động hạn chế cho đến khi xuất biên chế năm 1959 và bị bán để tháo dỡ.

## Thiết kế và chế tạo
Silverton thuộc vào số 33 chiếc tàu khu trục lớp Hunt nhóm II, có mạn tàu rộng hơn nhóm I, tạo độ ổn định cho một tháp pháo QF 4 in (100 mm) Mark XVI nòng đôi thứ ba, cũng như cho phép tăng số lượng mìn sâu mang theo từ 40 lên 110.
Silverton được đặt hàng cho hãng J. Samuel White tại Cowes trong Chương trình Chế tạo Khẩn cấp Chiến tranh 1939 và được đặt lườn vào ngày 5 tháng 12 năm 1939. Nó được hạ thủy vào ngày 4 tháng 12 năm 1940 và nhập biên chế như là chiếc HMS Silverton nhưng không hoạt động do thiếu hụt nhân sự thủy thủ đoàn. Con tàu được chuyển giao cho Hải quân Ba Lan vào ngày 20 tháng 4 năm 1941, nhập biên chế ngày 22 tháng 5 và đổi tên thành ORP Krakowiak, theo tên điệu múa dân gian hoặc cư dân thành phố Kraków.

## Lịch sử hoạt động

### 1941
Sau khi hoàn tất trang bị và chạy thử máy, Krakowiak đi đến Scapa Flow vào tháng 6 năm 1941 để thực hành cùng các tàu chiến thuộc Hạm đội Nhà. Là chiếc tàu chiến đầu tiên được chuyển giao cho một thủy thủ đoàn người Ba Lan, cho đến ngày 10 tháng 7 năm 1941, nó dành phần lớn thời gian cho việc huấn luyện và làm quen với con tàu, và gia nhập Chi hạm đội Khu trục 15 tại Plymouth vào ngày 15 tháng 7 trước khi tham gia hộ tống các đoàn tàu vận tải tại Bắc Đại Tây Dương. Vào ngày 26 tháng 10, nó hộ tống tàu tuần dương hạng nhẹ Trinidad (46) di chuyển từ Xưởng tàu Devonport đến Clyde trong chuyến đi chạy thử máy, rồi tiếp tục hộ tống vận tải từ Plymouth. Sang tháng 12, Krakowiak được tạm thời điều động sang Hạm đội Nhà, tham gia lực lượng hải quân hỗ trợ cho Chiến dịch Anklet, cuộc đổ bộ đột kích lên Lofoten thuộc Na Uy như một đòn tấn công nghi binh hỗ trợ cho Chiến dịch Archery.

### 1942
Krakowiak tiếp nối nhiệm vụ từ căn cứ tại Devonport, hộ tống các đoàn tàu vận tải tại Khu vực Tiếp cận phía Tây cho những chuyến đi đến Gibraltar. Vào ngày 17 tháng 6 năm 1942, nó được bố trí cùng các tàu khu trục Wild Swan (D62), Beagle (H30) và tàu frigate Sprey (K246) để hộ tống cho Đoàn tàu HG84 tại Khu vực Tiếp cận Tây Nam. Lực lượng chịu đựng không kích ác liệt của đối phương, khi Wild Swan bị đánh chìm. Từ tháng 7 đến tháng 9, nó hoạt động tuần tra và bảo vệ vận tải tại Khu vực Tiếp cận Tây Nam và dọc theo bờ biển miền Bắc nước Pháp. Vào ngày 13 tháng 10, nó tham gia cùng các tàu khu trục Brocklesby (L42),  Fernie (L11) và Tynedale (L96) để hình thành nên Lực lượng B nhằm đánh chặn tàu tuần dương phụ trợ Đức Komet đang tìm cách vượt ra Đại Tây Dương. Khi Komet bị các tàu chiến thuộc Lực lượng A đánh chặn và tiêu diệt, Krakowiak đã đụng độ với những xuồng phóng lôi E-boat hộ tống nó.

### 1943
Krakowiak tiếp tục nhiệm vụ hộ tống vận tải tại Khu vực Tiếp cận phía Tây. Nó lại đụng độ với các xuồng phóng lôi E-boat ngoài khơi vào ngày 5 tháng 3 năm 1943. Đến tháng 6, nó được điều động đến Gibraltar để hộ tống các đoàn tàu vận tải tại Đại Tây Dương và khu vực Tây Địa Trung Hải, gia nhập Đội 60 trực thuộc Bộ chỉ huy Hải quân Đồng Minh. Sang tháng 7, nó tham gia Chiến dịch Husky, cuộc đổ bộ của lực lượng Đồng Minh lên Sicily, Ý. Nó khởi hành từ Algiers vào ngày 5 tháng 7 để hộ tống cho Đoàn tàu KMS 18, tách ra để tiếp nhiên liệu vào ngày 8 tháng 7 rồi gia nhập trở lại đoàn tàu, và sau khi đi đến ngoài khơi bãi đổ bộ Bark West vào ngày 10 tháng 7, nó tách khỏi KMS 18 để làm nhiệm vụ hỗ trợ hỏa lực cho cuộc đổ bộ. Nó tiếp tục hỗ trợ cho chiến dịch tại đây, tuần tra ngăn ngừa tàu đối phương can thiệp và hộ tống các đoàn tàu vận tải tiếp liệu cho đến tháng 8.
Krakowiak gia nhập Đội hộ tống 4 đặt căn cứ tại Malta vào tháng 9 để chuẩn bị hỗ trợ cho Chiến dịch Avalanche, cuộc đổ bộ của lực lượng Đồng Minh lên Salerno, Ý. Từ ngày 9 đến ngày 16 tháng 9, nó được bố trí trong thành phần hộ tống cho Lực lượng Đặc nhiệm 88, bao gồm các tàu sân bay Battler (D18), Attacker (D02), Hunter (D80) và Stalker (D91) được các tàu khu trụ hộ tống lớp Hunt đặt căn cứ tại Malta hộ tống, có nhiệm vụ hỗ trợ trên không cho chiến dịch. Con tàu sau đó được điều đến Alexandria, Ai Cập để hỗ trợ các hoạt động phòng thủ các đảo tại khu vực biển Aegean, được bố trí tuần tra ngăn chặn các tàu Đức đang điều động binh lính thay thế cho binh lính Ý đồn trú đã đầu hàng. Nó thường xuyên phải chịu đựng không kích của đối phương mà không được hỗ trợ trên không thích đáng. Vào ngày 27 tháng 10, nó hộ tống cho tàu tuần dương hạng nhẹAurora (12) trong chuyến đi băng qua biển Aegean.
Vào ngày 10 tháng 11, Krakowiak cùng các tàu khu trục Petard (G56) và Rockwood (L39) càn quét vùng bờ biển phía Tây đảo Kalymnos, bắn phá cảng tại đây. Lực lượng bị máy bay đối phương không kích trên đường rút lui, và khi Rockwood bị đánh trúng một quả bom lượn vào ngày hôm sau nhưng không kích nổ, nó đã giúp bảo vệ trong khi Petard kéo Rockwood rút lui về vùng biển Thổ Nhĩ Kỳ. Sau khi Birmingham (C19) trúng ngư lôi phóng từ tàu ngầm U-boat U-407 ngoài khơi Cyrenaica, nó đã hộ tống chiếc tàu tuần dương hạng nhẹ bị hư hại rút lui về Alexandria.

### 1944
Krakowiak tiếp tục đặt căn cứ tại Malta, hoạt động tuần tra và hộ tống vận tải tại khu vực Trung tâm Địa Trung Hải, cho đến tháng 4, 1944, khi được lệnh quay trở về Anh tập trung lực lượng để chuẩn bị cho Chiến dịch Neptune, hoạt động hải quân hỗ trợ cho cuộc Đổ bộ Normandy sắp diễn ra. Nó tham gia Lực lượng G thuộc Lực lượng Đặc nhiệm phía Đông vào tháng 5, tham gia các hoạt động diễn tập chuẩn bị cho cuộc đổ bộ. Sang đầu tháng 6, nó cùng với Cattistock (L35) được điều động đến Solent hộ tống Đoàn tàu G1 đi đến khu vực tấn công, tuy nhiên việc xuất phát bị trì hoãn mất 24 giờ.
Cuối cùng Đoàn tàu G1 cũng xuất phát vào ngày 5 tháng 6 dưới sự hộ tống của Krakowiak, Cattistock và bốn tàu đổ bộ cùng các tàu quét mìn và xuồng máy thuộc Chi hạm đội 55. Khi đi đến ngoài khơi khu vực tấn công thuộc bãi Gold vào Ngày D 6 tháng 6, chiếc tàu khu trục bắn pháo hỗ trợ cho cuộc đổ bộ, và sang ngày hôm sau đã tuần tra ngoài khơi khu vực đổ bộ ngăn chặn sự can thiệp của tàu ngầm hay tàu nổi đối phương. Đang khi tuần tra cùng với các tàu khu trục Ursa (R22) và Glaisdale (L44) ngoài khơi Le Havre vào ngày 10 tháng 6, nó đã đánh trả cuộc tấn công của các tàu phóng lôi đối phương; và sau đó tiếp tục nhiệm vụ tuần tra và hộ tống các đoàn tàu vận tải hỗ trợ cuộc đổ bộ cho đến ngày 26 tháng 6.
Krakowiak sau đó được điều về Chi hạm đội Khu trục 16 đặt căn cứ tại Harwich, làm nhiệm vụ tuần tra ngăn chặn và hộ tống các đoàn tàu vận tải tại Bắc Hải. Nó phải thường xuyên đối đầu với tàu ngầm U-boat, tàu phóng lôi E-boat cũng như các hoạt động rải mìn đối phương suốt giai đoạn này.

### 1945
Krakowiak tiếp tục nhiệm vụ tuần tra và hộ tống vận tải, đặc biệt khi đối phương tăng cường các hoạt động rải mìn và tấn công bằng tàu E-boat tại khu vực cửa sông Thames. Các đoàn tàu vận tải vượt Đại Tây Dương đến các cảng bờ Đông giờ đây chuyển hướng băng qua eo biển Manche.
Vào ngày 22 tháng 3, Krakowiak đụng độ với các tàu phóng lôi E-boat Đức đang rải mìn dọc các tuyến đường vận tải giữa cửa sông Thames và bờ biển Hà Lan. Nó tiếp tục ở lại cùng Hạm đội Nhà khi xung đột kết thúc tại Châu Âu, và đã hỗ trợ các hoạt động chiếm đóng tại Châu Âu.

### Sau chiến tranh
Sau khi các cường quốc Đồng Minh ngừng hỗ trợ cho chính phủ Ba Lan lưu vong, con tàu được cho ngừng hoạt động và hoàn trả cho Anh vào ngày 28 tháng 9, 1946. Nó trở lại biên chế Hải quân Hoàng gia dưới tên gọi ban đầu HMS Silverton và đưa về thành phần dự bị tại Devonport.
Được xếp lớp lại như một tàu frigate với ký hiệu lườn mới F 55, nhưng con tàu vẫn trong thành phần hạm đội dự bị tại Harwich, và sau được chuyển đến Sheerness. Silverton hiếm khi rời cảng và chỉ hoạt động trong những dịp hiếm hoi. Nó có mặt trong buổi Duyệt binh Hạm đội tại Spithead vào tháng 7, 1953, nhân dịp Lễ Đăng Quang của Nữ hoàng Elizabeth đệ nhị. Cuối cùng nó được cho xuất biên chế vào năm 1959, được đưa vào Danh sách Loại bỏ, và được bán cho hãng BISCO, và được tháo dỡ bởi hãng Thomas W. Ward Ltd tại Essex vào ngày 3 tháng 3, 1959.